# Isabelle de Botton
Pour les articles homonymes, voir Botton.
Isabelle de Botton, née le 15 avril 1952 à Alexandrie, en Égypte, est une actrice et scénariste française.

## Biographie
Née au sein de la communauté juive d'Alexandrie, son père est arrêté lors de la nuit du 2 novembre 1956 durant la crise de Suez et interné pendant quatre mois dans un camp du fait de sa confession israélite. À sa libération, la famille décide alors d'émigrer en France.
En 1970, au cours de théâtre du Lycée Pasteur à Neuilly-sur-Seine, elle joue Feu la Mère de Madame et a pour partenaires Gérard Jugnot et Michel Blanc. En 1971, elle co-écrit et joue Non, Georges pas ici. Elle est ensuite remplacée par Marie-Anne Chazel.
Elle a notamment participé à l'émission Le Petit Théâtre de Bouvard, dans laquelle elle formait régulièrement un trio avec Michèle Bernier et Mimie Mathy, trio appelé « Les Filles », qui a ensuite continué pendant sept ans et quelques pièces de théâtre, puis à l'occasion de plusieurs téléfilms.
Dorénavant, elle se consacre au théâtre et à l'écriture de scénarios pour la télévision.

## Théâtre
- 1980-1982: L'Intoxe, théâtre des Variétés
- 1982 : Merci Prévert, théâtre du Petit Marigny
- 1987 : C'est encore mieux l'après-midi de Ray Cooney, mise en scène Pierre Mondy, théâtre des Variétés
- 1988-1990 : Existe en trois tailles, mise en scène Patrick Timsit
- 1991 : Le Gros n'avion de Michèle Bernier, Isabelle de Botton, Mimie Mathy (les filles), mise en scène Éric Civanyan, théâtre de la Michodière
- 1995 : Entrée de secours de Gérald Aubert, mise en scène Michel Fagadau, Studio des Champs-Élysées
- 1995 : Brèves de comptoir de Jean-Marie Gourio, mise en scène Jean-Michel Ribes, théâtre des Célestins, tournée
- 1996-1997: C’est sexuel, mise en scène P. Cartier-Million, one woman show, Comédie de Paris
- 1998-1999: L’Écornifleur, mise en scène Marion Bierry
- Après la pluie, mise en scène Marion Bierry, théâtre de Poche
- 2000 : Derrière chez moi, mise en scène Daniel Soulier
- 2001 : La Maison Tellier, mise en scène Jean-Pierre Hané, Nouveau Théâtre Mouffetard
- 2002 : Chérie noire, tournée
- 2003 : Un Snoopy derrière la porte, mise en scène Jacques Vassy, théâtre de Montreux-Riviera
- Les Monologues du vagin d'Eve Ensler, mise en scène Isabelle Rattier
- 2006 : Numéro complémentaire de Jean-Marie Chevret, mise en scène Alain Sachs, théâtre Saint-Georges
- 2007 : La Dame de chez Maxim de Georges Feydeau, mise en scène Francis Perrin, théâtre des Variétés
- 2008 : La Véranda de Cyril Gély et Éric Rouquette, mise en scène Francis Perrin, théâtre La Bruyère
- 2009 : Moise, Dalida et moi d'Isabelle de Botton, mise en scène Michèle Bernier, Studio des Champs-Élysées
- 2010 : Les Monologues du vagin d'Eve Ensler, mise en scène Isabelle Rattier, théâtre Michel
- 2011 : Contre-temps de Richard Harris, mise en scène Georges Beller, tournée
- 2012 : La Veuve de Corneille, mise en scène Marion Bierry, festival d'Avignon
- 2012 : Tapage en coulisses de Michael Frayn, mise en scène Didier Caron, tournée
- 2014 : Mots d'excuse d'après Patrice Romain, mise en scène Marc Rivière, théâtre Michel
- 2015 : Des gens biens de David Lindsay-Abaire, mise en scène Anne Bourgeois, Théâtre Hébertot, avec Miou-Miou, Aïssa Maïga
- 2015 : Adolf Cohen de Jean-Loup Horwitz, mise en scène Jacques Rosner, Comédie Bastille
- 2016 : La Parisienne d'Alexandrie d'Isabelle de Botton, mise en scène Michèle Bernier, Comédie Bastille
- 2017 : Clérambard de Marcel Aymé, mise en scène Jean-Philippe Daguerre, festival d'Avignon off puis théâtre 13
- 2017 : La Violence des potiches de Marie Nimier, mise en scène Jean-Pierre Hané, Théâtre Pixel, Festival off d'Avignon
- 2018 : L'Affaire Courteline de Georges Courteline, mise en scène Bertrand Mounier, théâtre du Lucernaire
- 2019 : Ça reste entre nous de Brigitte Massiot, mise en scène Olivier Macé, théâtre du Gymnase
- 2019 : La Famille Ortiz de Jean-Philippe Daguerre, festival off d'Avignon puis théâtre Rive gauche
- 2023 : Le Retour de Richard III par le train de 9h24 de Gilles Dyrek, mise en scène Éric Bu, théâtre La Bruyère
- 2024 : Aïe d'Attica Guedj, mise en scène de l'auteur, théâtre du Petit Montparnasse
- 2025 : Marinella de Franck Buirod, mise en scène Julien Alluguette, théâtre de la Madeleine

### Mise en scène
- 2008 : C'est beau New York, one-man show de Richard Hervé

## Café-théâtre
- 1980 : Les Pieds nicklés de Christian Pernot
- 1978-1980 : Raoul je t’aime de et par Isabelle de Botton
- 1977 : Ah les petites femmes de Bruno Villien de Perrault

## Filmographie

### Télévision
- 1978 : Au théâtre ce soir : Boudu sauvé des eaux de René Fauchois, mise en scène Jean-Laurent Cochet, Théâtre Marigny, captation réalisée par Pierre Sabbagh
- 1980 : Petit déjeuner compris de Michel Berny (épisode 6)
- 1982 : Toutes griffes dehors, de Michel Boisrond
- 1982-85 : Le Petit Théâtre de Bouvard
- 1986 : Maguy, de Yves Gérault
- 1987 : Le Bon Mot d’A2 (émission TV)
- 1987 : L'Académie des neuf (jeu télévisé)
- 1987 : Zappe ! Zappeur (émission de télévision)
- 1988 : L’Homme à tout faire,de Patrick Gandrey-Rety
- 1989 : Pause-café pause-tendresse , de Serge Leroy : Mme Gonzalès (6 épisodes)
- L’Or et le Papier, de Nino Monti
- 1989 : Les Compagnons de l’aventure, de Christophe Andréi
- 1990 : En cas de bonheur, de Christiane Spiero
- La Roue de l’infortune, de Christiane Spiero
- 1990 : Les Compagnons de l’aventure, de Christiane Spiero
- 1992 : Les Genoux cagneux, de Hervé Baslé : Rose
- 1992 : Le gro n’avion, d'André Flederick
- 1993 : Certains Leeb chaud (émission de télévision)
- 1995 : Une famille pour deux
- Coup de maître, de Jean-Michel Ribes
- 1996 : Mira la magnifique, d'Agnès Delarive
- 1997 : Marceeel, d'Agnès Delarive
- 1998 : Ma voyante préférée, de Bernard Dumont : Gisèle
- 2000 : Psy d’urgence, d'Edwin Baily
- 2004 : À trois c'est mieux, de Laurence Katrian : Sissi
- 2006 : Le Grand Charles de Bernard Stora : l'épouse du pharmacien
- 2011 : Trois Filles en cavale de Didier Albert : Mirabelle
- 2011 : Camping Paradis : Marthe (saison 3, épisode 2 : La grande invasion)
- 2012 : Tout est bon dans le cochon de David Delrieux : la commère
- 2012 : Cher radin ! de Didier Albert : Jacky
- 2014 : Mongeville de Bruno Garcia : Lucie Blanchet  (épisode 4)
- 2018 : La Stagiaire : Martine Martel (saison 3, épisode 6 : Bulle d'air et épisode 7 : Liberté provisoire)
- 2021 : Joséphine, ange gardien : Christine (saison 21, épisode 2 : Ma petite-fille, ma bataille)

### Cinéma
- 1972 : L'An 01, de Jacques Doillon
- 1979 : Les Bronzés font du ski, de Patrice Leconte
- 1980 : Les Surdoués de la première compagnie, de Michel Gérard
- 1982 : Le Grand Pardon, d'Alexandre Arcady, figurante (une danseuse lors de la fête au début du film)
- 1984 : Le Garde du corps, de François Leterrier
- 1990 : Merci la vie, de Bertrand Blier
- 2005 : Le Démon de midi, de Marie-Pascale Osterrieth
- 2014 : Brèves de comptoir de Jean-Michel Ribes
- 2014 : Toi Femmes de Micheline Abergel et Josselin Mahot (court-métrage)
- 2024 : Le Dernier Souffle de Costa-Gavras

## Distinctions
- Molières 2018 : nomination au Molière de la comédienne dans un second rôle pour Clérambard